# Jarvis Hammer
Jarvis Hammer es un drag king y artista multidisciplinar uruguayo-estadounidense, quién concursó en la quinta temporada de The Boulet Brothers' Dragula.

## Carrera
Jarvis conoció por primera vez la cultura drag king a través de ver actuar a Mistery Meat, siendo la primera vez que vio a una persona AFAB (asignada mujer al nacer) realizar un drag más alejado del binarismo de género.
Después de conocer a Mistery, conoció al también drag king Andro Gin, y comenzó una búsqueda exhaustiva para conocer más sobre esta cultura.
En junio de 2019 actuó por primera vez como Jarvis Hammer. Si bien comenzó como un hobbie a tiempo parcial, fue en 2020, durante la pandemia de COVID-19, que descubrió que quería dedicar su vida por completo a esta profesión, y que algún día competiría en el programa web The Boulet Brothers' Dragula.
Entre sus numerosas inspiraciones cita la moda y cultura de las décadas de los años 60 y 70, así como figuras tales como Jimi Hendrix, Brian Jones y la película The Haunted Mansion.
En 2023 Jarvis fue anunciando como uno de los 11 concursantes de la quinta temporada de The Boulet Brothers' Dragula, que vio su estreno el 31 de octubre de ese mismo año, y que contó con artistas como Orkgotik, Niohuru X o Fantasia Royale Gaga. Tan sólo cuatro días después acudió como invitado al podcast Drag Me With A Spoon!.
Jarvis fue incluido por la revista Pride en su lista "20 drag kings que definitivamente deberías conocer", destacando tanto la teatralidad en sus actuaciones como sus dotes de comedia.

## Filmografía

### Televisión
- The Boulet Brothers' Dragula (quinta temporada)